# Jaguar XE

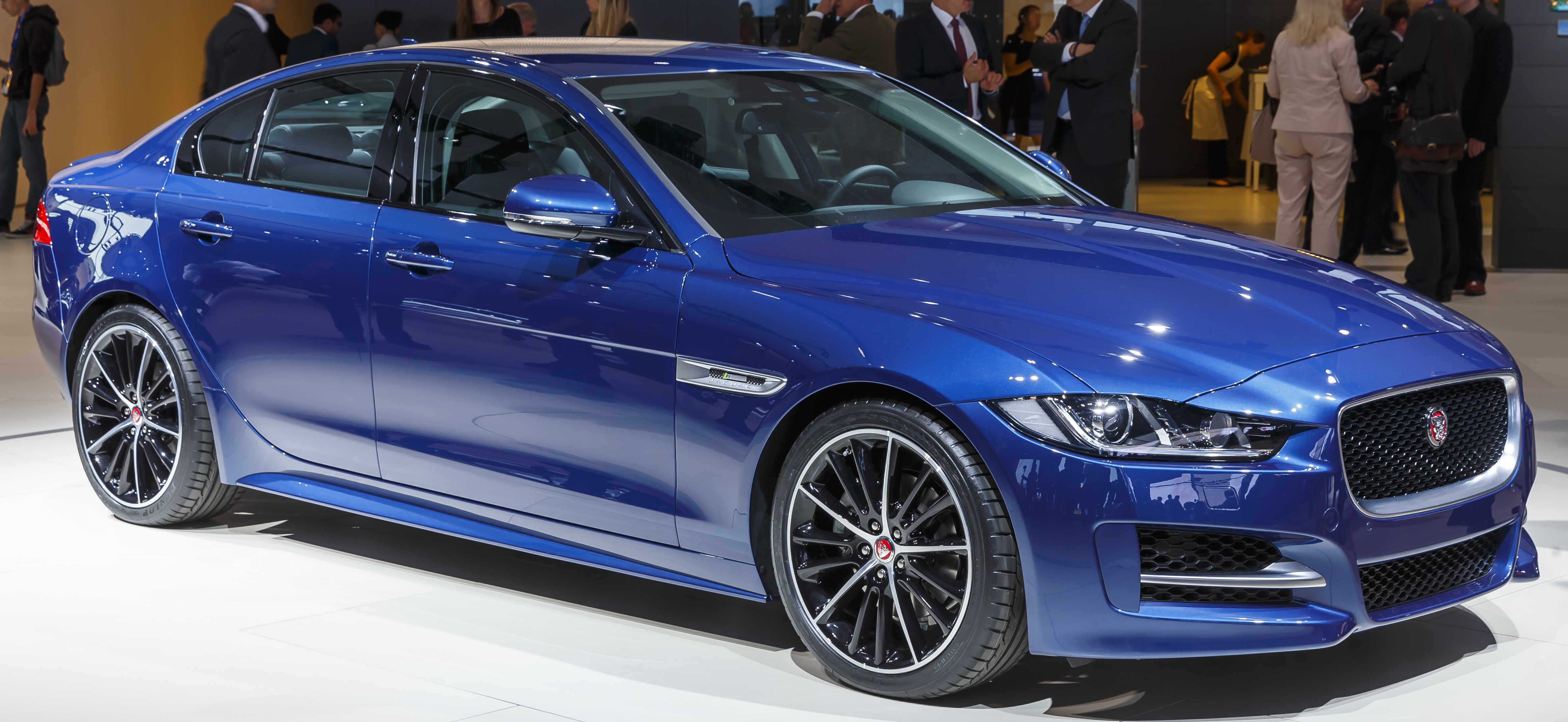
Jaguar XE (začátek výroby 2015)

Jaguar XE (interní označení X760) je luxusní osobní automobil britské automobilky Jaguar Cars  vyráběný od roku 2015 a je prvním vozem vyvinutým za použití zcela nové, pokročilé hliníkové architektury. Vozidlo je první malý Jaguar od X-Type, jehož výroba skončila v roce 2009.